# Попугаеобразные
Попугаеобра́зные (лат. Psittaciformes) — отряд птиц из инфракласса новонёбных. Отряд включает 407 видов, принадлежащих к 100 родам. Известны с миоцена.

## Внешний вид
Длина от 9,5 см до 1 м. Оперение — мелкое, довольно редкое. Большинство попугаев очень ярко окрашены, причём преобладающим цветом обыкновенно является яркий травянисто-зелёный. Ярко окрашенные поля резко отграничены одно от другого, и цвета их часто бывают дополняющими цветами спектра (зелёный и пурпуровый, голубовато-фиолетовый и светло-жёлтый и т. п.). Молодые попугаи обычно окрашены одинаково.
Самым характерным признаком отряда является клюв. Высота клюва при основании больше чем вдвое превосходит его ширину, а иногда превосходит и длину. Сильно согнутое надклювье, соединённое с черепом подвижно, с острым хребтом и короткой восковицей при основании, похожей на восковицу хищных птиц. Боковые края надклювья обыкновенно с тупыми, сильными зубовидными выступами с той и другой стороны, которым соответствуют две глубокие выемки на краях подклювья. Подклювье коротко усечено и широко. Попугаи могут долбить клювом очень твёрдые плоды, при лазании цепляются клювом за ветви. Ноги довольно короткие, толстые, оперены до пятки. 1-й и 4-й пальцы на лапах повёрнуты назад, так что попугаи не только хорошо охватывают лапами ветки, но могут подносить лапой пищу к клюву. Когти сильно изогнуты, но довольно слабы. Очень короткая плюсна покрыта табличками, расположенными сеткообразно. Крылья большие, заострённые; маховых перьев, с крепкими стержнями и широкими опахалами, обыкновенно 20; хвост двенадцатипёрый. Полёт быстрый, но обычно на небольшое расстояние.
Череп попугаев отличается своей шириной; нижнечелюстные кости очень высокие и длинные, часто заходят за затылок. Головной мозг относительно крупный; характерны хорошая память и способность к звукоподражанию (хорошо развита голосовая мускулатура). Язык короткий, толстый и мясистый, снабжён иногда многочисленными нитевидными сосочками на конце. Копчиковая железа иногда отсутствует. Позвонки опистоцельного типа. Гребень грудной кости высокий. Вилочка слабо развита, часто совсем отсутствует. Ключица короткая. Желудок двойной (железистый и настоящий). Желчного пузыря и слепого придатка кишечника нет. Поджелудочная железа — двойная.
Голова у попугаев крупная с большим крючкообразным клювом, подобным клюву пернатых хищников, но более высоким и толстым. Главная особенность клюва попугаев состоит в том, что он служит не только для добывания и измельчения пищи, но и как орган передвижения. Образно говоря, клюв попугая — это его третья нога. Зацепится клювом-крючком за сучок — освободил лапки, подтянул вверх туловище, ухватился подвижными пальцами за очередную ступеньку, потом опять забросил клюв-крючок повыше. Вот такими своеобразными приёмами попугаи передвигаются быстро и в лесу, и в своих жилищах в зоопарке; при этом они могут держать в клюве плод или орех и на ходу закусывать.

## Распространение
Населяют субтропики и тропики, наиболее многочисленны в Австралийской фаунистической области (вероятный центр возникновения отряда). Распространены также в юго-восточной Азии, Индии, Западной Африке, Южной Америке и Центральной Америке.
Хотя попугаи и многими представляются обитателями тёплых районов, они встречаются и в более суровых местностях. Так, птицы этого отряда живут и на юге Новой Зеландии. Желтолобый толстоклювый попугай встречается в Андах на высоте свыше 4000 м. В последнее время крупные колонии попугаев возникли в Западной Европе (Нидерланды, Германия, Франция), где они акклиматизировались и активно размножаются. Некоторые колонии достигают численности в несколько тысяч особей. А на субантарктическом острове Маккуори ранее обитал прыгающий попугай.

## Образ жизни
Преимущественно древесные птицы; живут в лесах, реже на открытых пространствах, немногие виды проникают высоко в горы. Чаще держатся стаями.
За редким исключением (какапо, ночной попугай) ведут дневной образ жизни.
Преимущественно растительноядные, основной корм — плоды и семена растений; разнося семена, способствуют распространению растений. Лориевые попугаи питаются преимущественно пыльцой и нектаром, являясь опылителями ряда видов, в частности, кокосовой пальмы, гибискуса и других тропических культур. Иногда поражают посевы и сады. При случае готовы полакомиться животной пищей — насекомыми и их личинками, червями. Кеа употребляют в пищу также падаль; отдельные особи изредка нападают на взрослых овец, чтобы выклевать у них сало, но такие случаи очень редки.

## Размножение
Гнездятся в дуплах, термитниках, в норах, некоторые на земле; калиты (Myiopsitta) строят на деревьях колониальные гнёзда. Моногамны. В кладке 1—12 (чаще 2—5) яиц. У большинства насиживает самка. Птенцы вылупляются голыми и слепыми; родители кормят их отрыжкой из зоба.

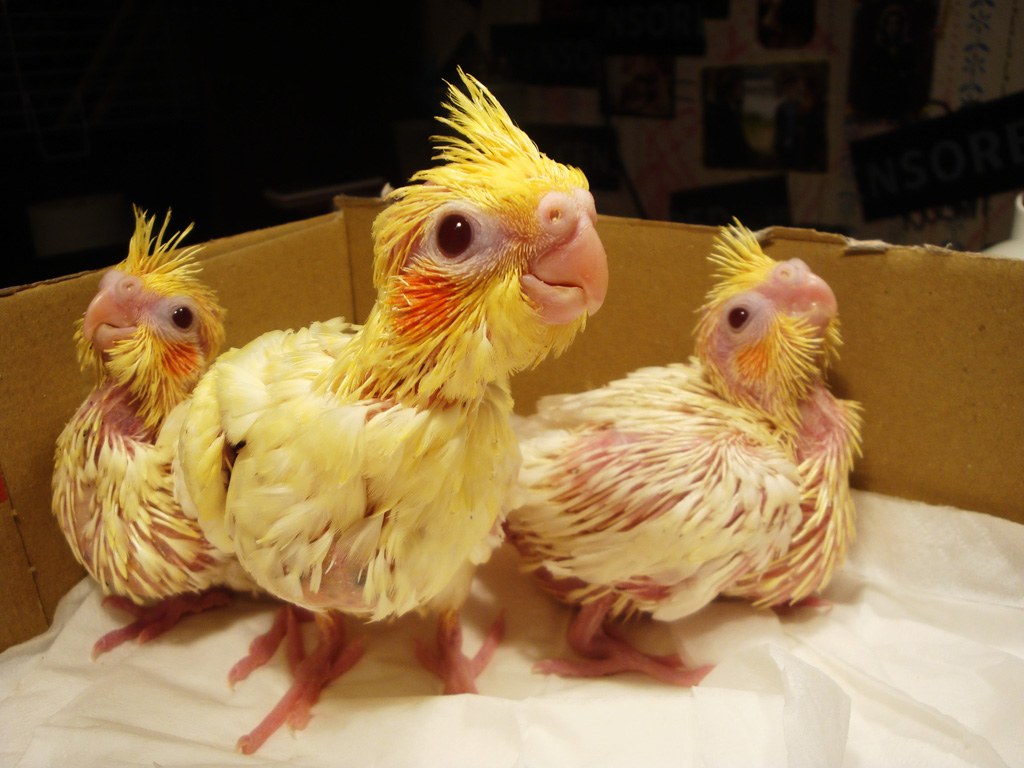
Птенцы корелл

## Содержание и использование
Ещё в древности говорящих попугаев привозили в качестве экзотических подарков из тропических стран. Первым это сделал спутник Александра Македонского в его индийском походе Онесикрит. Многие виды попугаев, особенно говорящих, издавна содержат в неволе, продают в зоомагазинах, а также разводят в домашних условиях.
Мясо некоторых попугаев, особенно амазонов и какаду, употребляется в пищу индейцами Южной Америки и австралийскими аборигенами. В то же время, согласно свидетельствам учёных и путешественников, некоторые индейские племена Амазонии издавна выращивают попугаев ара, не убивая птиц, а лишь периодически выщипывая у них цветные перья для церемониальных головных уборов.

## Классификация
Традиционно отряд был монотипическим, включая только семейство попугаевых (Psittacidae).
Согласно филогенетическим исследованиям, с 2012 года выделяют 3 надсемейства (Strigopoidea, Cacatuoidea, Psittacoidea) с 4 семействами, взаимосвязи между которыми иллюстрирует следующая кладограмма:
| Strigopoidea | Strigopidae |
|              | Strigopidae |

| Cacatuoidea  | Cacatuidae (Какаду)                                                        |
|              | Cacatuidae (Какаду)                                                        |
| Psittacoidea | \| \| Psittacidae (Попугаевые) \| \| \| \| \| \| Psittaculidae \| \| \| \| |
|              | \| \| Psittacidae (Попугаевые) \| \| \| \| \| \| Psittaculidae \| \| \| \| |
|              | Psittacidae (Попугаевые)                                                   |
|              |                                                                            |
|              | Psittaculidae                                                              |
|              |                                                                            |

|  | Psittacidae (Попугаевые) |
|  |                          |
|  | Psittaculidae            |
|  |                          |

| Strigopoidea | Strigopidae |
|              | Strigopidae |

| Cacatuoidea  | Cacatuidae (Какаду)                                                        |
|              | Cacatuidae (Какаду)                                                        |
| Psittacoidea | \| \| Psittacidae (Попугаевые) \| \| \| \| \| \| Psittaculidae \| \| \| \| |
|              | \| \| Psittacidae (Попугаевые) \| \| \| \| \| \| Psittaculidae \| \| \| \| |
|              | Psittacidae (Попугаевые)                                                   |
|              |                                                                            |
|              | Psittaculidae                                                              |
|              |                                                                            |

|  | Psittacidae (Попугаевые) |
|  |                          |
|  | Psittaculidae            |
|  |                          |

Международный союз орнитологов включает в отряд 4 семейства, 100 родов и 407 видов.
МСОП на сентябрь 2020 года включил в Красную книгу в охранном статусе «Находятся в уязвимом положении» (VU) и хуже 134 вида попугаеобразных, в том числе 16 видов полностью исчезнувших.
Ниже приведена классификация попугаеобразных по семействам, подсемействам и трибам.

### Семействосовиных попугаев[10](Strigopidae)
- Триба совиных попугаев (Strigopini)
  - Род совиных попугаев Strigops
- Триба несторов (Nestorini)
  - Род несторов Nestor

### Семействокакаду(Cacatuidae)
- Подсемейство корелл (Nymphicinae)
- Подсемейство чёрных какаду (Calyptorhynchinae)
- Подсемейство настоящих какаду (Cacatuinae)
  - Триба Microglossini
  - Триба Cacatuini

### Семействопопугаевых(Psittacidae)
- Подсемейство настоящих попугаев (Psittacinae)
  - Триба короткохвостых попугаев (Psittacini)
- Подсемейство Arinae
  - Роды incertae sedis
  - Триба неотропических попугаев (Arini)
  - Триба Androglossini

### СемействоPsittaculidae
- † Роды incertae sedis
- Подсемейство щетиноголовых попугаев (Psittrichasinae)
- Подсемейство Coracopseinae
- Подсемейство Platycercinae
  - Триба плоскохвостых попугаев (Platycercini)
  - Триба Pezoporini
- Подсемейство Psittacellinae
- Подсемейство лори (Loriinae)
  - Триба Loriini
  - Триба Melopsittacini
  - Триба фиговых попугаев (Cyclopsittini)
- Подсемейство Agapornithinae
- Подсемейство Psittaculinae
  - Триба Polytelini
  - Триба клинохвостых попугаев (Psittaculini)
  - Триба дятловых попугаев (Micropsittini)

## Распространение в Европе

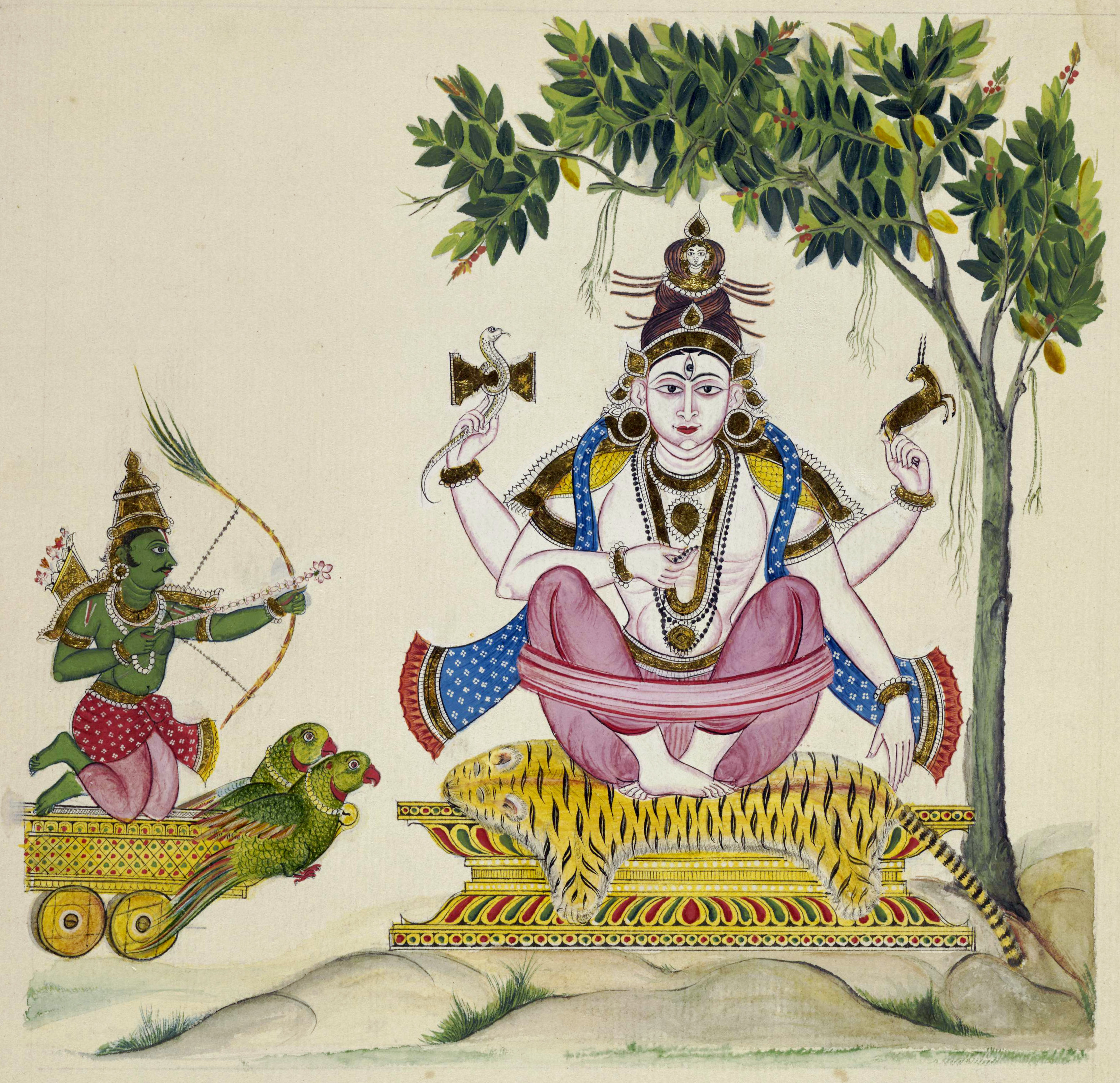
Кама и Шива

Попугаев держали в качестве домашних питомцев с древних времен. Зелёные индийские попугаи были в числе самых популярных птиц, ввозимых в Европу путешественниками и моряками. На восточных базарах они продавались сразу в клетках. Попугаи пользовались универсальной популярностью благодаря своему звукоподражанию и яркому оперению.
Древние египтяне держали попугайчиков в клетках, но их истинная популярность в Средиземноморье возникла после индийских походов Александра Македонского.
Древнегреческий историк Ктесий в своей «Индике» описывает птицу (Bittacus) с человеческим языком и голосом, которая может говорить на «индийском» языке, веком ранее, чем Аристотель упомянет попугаев как psittace. Один из воинов Александра Македонского Неарх привез живых попугаев; известно также, что другие попугаи демонстрировались в Александрии в великой процессии Птолемея II. К тому времени, как Август расширил торговые отношения между Индией и странами Средиземноморья, в Италию привозили все виды экзотических животных и птиц (возможно, через рынок животных в Александрии). Зелёный индийский кольчатый попугай стал популярным домашним питомцем в Римской Империи и часто демонстрировался на публичных зрелищах. Плиний в «Естественной истории» (10.117) отмечает, что «Индия шлет нам птиц», пишет, что у них зеленые тушки и красные шеи, и они могут говорить. Упоминает попугая и Овидий. Серый африканский попугай (жако), видимо, был в Риме менее известен, однако оба эти вида держали в империи в клетках из серебра и слоновой кости и кормили орехами и семенами. Их изображения встречаются в римских мозаиках и фресках.
Вторая масштабная волна импорта попугаев в Европу стартовала в позднее Средневековье, с расширением торговых путей в эпоху Великих географических открытий.
В поздние Средние века и ранний Ренессанс в Европу в больших количествах стали ввозить жако. Их высоко ценили за дар подражания, что хвалит и Чосер. Сообщают, что один римский кардинал в 1500 году купил серого попугая за 100 золотых, поскольку тот мог чисто и без ошибок прочитать весь Апостольский Символ веры. Южногерманские торговые князьки покупали попугаев в Антверпене: так, в 1505 году там ограбили дом нюренбергских купцов, унеся именно клетки с попугаями. Шесть лет спустя Фуггеры послали жако в качестве подарка вроцлавскому епископу Иоанну V Турзо. Правительница Нидерландов Маргарита Австрийская во время прогулок в своем саду гуляла с попугаем. Дюрер и рисовал попугаев, и коллекционировал их в Антверпене.
Пурпурношапочный широкохвостый лори из юго-восточной Азии достиг Европу в последних десятилетиях XVI века. Линсхотен пишет, что этот вид птицы происходит с Молуккских островов и что были попытки привезти живых лори в Португалию в качестве подарку королю, но птицы были так нежны, что не могли пережить путешествия. Вскоре с этой проблемой справятся.
В XVII веке импорт попугаев самых разных видов через Голландию достиг грандиозного размаха.

## В культуре и искусстве
На символизм попугаев, как и других говорящих птиц (воронов и туканов), влияло их умение говорить. Из-за обладания навыком человеческой речи в мировой мифологии попугаи часто служат посланниками, посредниками между богами и людьми. В литературе попугаи появляются в сказках и баснях как парадоксальные персонажи, иногда трикстеры. В частности, в сказках 1001 ночи. Вероятно, в сказках попугай — символ-посланец, как ворон, и также является символом души (как и прочие птицы). В «Собрании птиц» Фарида Уд-Дина Аттара (Персия, 13 век), попугай ищет воду бессмертия.
Также они связаны с темой пророчества, могут привлекать дождь (в Индии и Центральной Америке).
Попугаи играют важную роль в искусстве американских индейцев, в частности, майя.
Попугай, который вез колесницу индийского бога любви Камы, назывался shuka. Также он был символом Деви и других женских божеств Индии, он фигурирует в индийских легендах. Двухголовый попугай был символом великого тибетского переводчика Ваироканы. В Непале эта птица была символом любви.
Уже в античности попугай считался чудом природы из-за сверхъестественной способности имитировать и воспроизводить человеческую речь. Ряд римских источников, в том числе Плиний (Nat. Hist. X, LVIII) и Марциал (Epigr. 14. 73, 2), видят в попугае вестника императоров. Попугай приветствует императора словами «Ave Caesar» в строках Марциала: «Попугай я от вас чужим именам научился; Но научился я сам „Здравствуй, о Цезарь!“ сказать». (Psittacus a vobis aliorum nomina discam: Hoc didici per me dicere Caesar have; l. xiv. lxxiii).

### Символика в искусстве
В европейских средневековых бестиариях попугаи ассоциировались всецело с Индией или с той частью Востока, «где никогда не идет дождь». Бестиарии утверждали, что эта птица живёт в сухих восточных странах, потому что верилось, что от дождя их роскошные перья могут пострадать (другой вариант — дождь не мог навредить их оперению). Развивая эту логику, бестиарии считали птицу чрезвычайно чистой, что приобрело переносное значение.
Попугаев называли «райскими птицами». Винсент из Бове в XIII веке пишет, что «райские птицы» не имеют ничего общего с изящными птицами с Востока, имея в виду тех, которые с XVI века и получат название райских птиц. (Что до слова parrot, его тоже стали использовать с XVI века, но его происхождение не ясно, быть может, от имени «Пьер»).
Как и другие животные, связанные с Востоком, в изобразительном искусстве попугай приобрел христианские коннотации (так как действие Евангелий происходит на Востоке). Тут пригодилась и упомянутая выше идея о чистоте перьев, не тронутых дождем: «Попугай — это символ Христа, который не имел и не будет иметь равных по чистоте, которая является следствием его Непорочного Зачатия, его безупречного рождения, а также его безгрешных мыслей, слов и действий: поэтому он один остается чистым и безупречным в этом мир греха».
Более распространены коннотации с Девой Марией и материнством. В христианском искусстве попугай стал символом Непорочного Зачатие, девственности Марии, например, в Defensorium inviolatae virginitatis beatae Mariae (автор Franciscus de Retza). Объяснений возникновению этой ассоциации несколько. Это случилось, пишут одни исследователи, потому что эта птица ассоциировалась с экзотическим Востоком, где и произошло Благовещение. Другие указывает, что это связано с древней концепцией, что Непорочное Зачатие произошло через ухо, посредством Слова, то есть попугай стал символом Божественного Слова (чему способствовал и его дар речи). Его присутствие в картинах с Мадонной, таким образом, может быть истолковано как животворящая сила Божьего Слова. Кроме того, согласно средневековой легенде, именно попугай предупредил о приходе Девы Марии. Также считалось, что самый распространенный крик попугая — это «Ave», то есть то же слово, с которого начал архангел Гавриил свою Благую речь Мадонне. Исидор Севильский (Этимологии, XII, 7, 92. PL82, 462), цитирует приведенные выше строки Марциала. Это привело к заключению, сформулированному в «Defensorium inviolatae…»: гласящему, что если попугай чудесным образом может сказать «Аве», то почему девственница от такого же «Аве» не может зачать ребёнка (Psittacus a natura si ‘Ave’ dicere valet, quare virgo per ‘Ave’ non generaret?). Святой Альберт Великий связывает попугая, живущего в регионах без дождя, с нетронутым выпавшей росой руном Гедеона (которое было символом Благовещения) и, таким образом, с нерушимой девственностью Марии. В сценах с ней он иногда изображен сидящим на самой высокой и тонкой ветке дерева, недоступный для грозного змея: это символ освобождения Марии от первородного греха. Попугай сопровождал сцену Рождества уже в фреске VIII века в Санта-Мария Антиква в Риме. Будучи связанным с девственной Марией, попугай часто появляется как атрибут в портретах невест XV—XVII веков, особенно в Северной Европе.
Другая популярная ассоциация связана с умением попугаев разговаривать. Валериано включает попугая в гравюру как символ велеречивости. Карпаччо в своем «Delle imprese» называет попугая символом свободы и велеречивости. Указывают, что в изображениях Св. Иеронима кисти Кранаха африканский серый попугай включен в качестве самого умного и искусного имитатора человеческой речи. Как символ красноречия попугай сопровождает святого Иоанна Предтечу в итальянской фреске и появляется в портрете протестантского проповедника.
Попугаю, чтобы выучить слова, требовалась прилежность, что создало им репутацию отличных учеников. В своем Sinne-en minnebeelden 1627 года Якоб Катс помещает эмблему добродетели, изображающей попугая в подвесной клетке, с надписью, которая гласит: «Dwanck, leert sanck» (Дисциплина учит речи). В сопроводительном тексте птица в клетке описывается как символ дисциплины и образования, которые необходимы взрослому человеку, чтобы вести благородный и изысканный образ жизни. Попугаи стали популярными мотивами в голландской жанровой живописи, особенно с 1660-х годов. Одним из хорошо известных примеров является картина Франса ван Миериса «Молодая женщина, кормящая попугая», где показано, как молодая женщина кормит свою домашнюю птицу во время паузы в шитье. Здесь попугай интерпретируется как символ стремления к учёбе, в то время как рукоделие женщины относится к её домашним добродетелям, трудолюбию.
Европейские художники XVI века ассоциировали попугаев, без разницы, зеленых или серых, с Востоком и безгрешными птицами, упомянутыми в бестиариях, как загадочные charadrius (которых также отождествляли с щеглами). Попугаев изображали в картинах с райским садом. В естественных историях и эмблематах 2-й пол. XVI века попугай ассоциируется с Индией, Америкой и Африкой. Важный импортируемый товар, попугай станет знаком роскоши, дорогостоящим символом статуса.
Попугаи будут иметь и негативную символику, с точки зрения «плотского контекста». Имеется в виду бездумное подражание Сатане, склонявшего людей потакать желаниям плоти (в этом смысле, пишет один исследователь, попугай фигурирует в «Адаме и Еве» Дюрера, показывая, что они бездумно, как попугай, повторили слова Змея-искусителя и последовали его примеру). А бессмысленная болтовня птицы также способствовал тому, что попугай становился символом обмана. Попугай — символ плотских удовольствий в итальянской живописи. В этом смысле его негативный смысл очень близок символике обезьяны (другого «подражающего» животного), также обозначавшей человеческие страсти. Он же символ глупой болтовни, о чём писал ещё древнегреческий поэт Каллимах. Изображения попугаев часто появляются в голландской жанровой живописи XVII века, где иногда имеют эротическую коннотацию. Это было связано, помимо всего прочего, с тем, что слово vogelen значило и «ловлю птиц», так и «совокупление». В этом столетии в морализаторских картинах, предполагающих соблазнение, женщины изображались рядом с птицами в клетках. Птица в клетке может рассматриваться как метафора сладкой ловушки любви, что также есть в эмблеме Якоба Катса, сопровождаемой текстом «Bly, door slaverny» (Радость сквозь плен). Этот же символизм присутствует в эмблеме Даниэля Хейнсиуса, в которой используется петраркианский девиз «Perch’io stesso mi strinsi» («Я связал себя») и изображен лежащий купидон, наблюдающий за птицами, охотно летящими в клетку. Другая близкая традиция — образ птицы, выпущенной из клетки, часто в картине с изображением влюбленной пары, которая выманивает птицу из клетки кусочком еды, или с женщиной, чья птица только что сбежала из плена. В обоих случаях это символическое изображение означало потерю девственности и утрату невинности.
К XIX веку о религиозных коннотациях попугаев уже не вспоминали, птица была полностью секуляризирована. Веками считалось, что попугай — подходящее домашнее животное для женщин; что они их конфиденты в любви. Словарь Ларусс писал, что попугаи охотнее разговаривают в присутствии женщин и детей.